# Sœur Sourire
Jeanne-Paule Marie Deckers o Jeannine Deckers, en religió Germana Luc-Gabriel, de nom artístic Sœur Sourire (Germana Somriure en francès) o The Singing Nun (La Monja Cantant, en anglès) i posteriorment Luc Dominique (17 d'octubre de 1933 Brussel·les, Bèlgica-29 de març de 1985, Bèlgica).
Va ser religiosa de l'orde Dominica i cantant, i la seva cançó Dominique que va escriure, compondre i interpretar l'any 1963 en benefici de la seva ordre va aconseguir un èxit mundial. La seva vida plena de tribulacions va trobar un final tràgic.

## Biografia
Jeannine Deckers va néixer a Brussel·les el 17 d'octubre de 1933, va tenir una infància i joventut que ella va descriure com a grises. Els seus pares regentaven una fleca pròspera al mateix centre de la capital. De caràcter taciturn i aspecte robust, va rebre als quinze anys el sobrenom d'"osseta". La relació amb la seva mare la va marcar per a tota la vida. També en el seu diari va arribar a confessar "Vull matar a la meva mare; vull tallar per sempre el cordó umbilical".
Va tractar de ser professora de dibuix encara que sense massa èxit.
El seu somni era ser missionera a l'Àfrica. Als vint-i-sis anys, i en ocasió d'unes colònies d'estiu en les quals Jeannine era monitora, va conèixer a Annie Pécher, onze anys més jove i amb qui començaria una llarga relació.
Seduïda per la figura de Sant Benet, del qual admirava la seva alegria, simplicitat i gust per la veritat, i buscant una manera de fugir de l'autoritat materna, l'any 1959 va ingressar en el convent de les monges dominiques de Fichermont, a Waterloo, convertint-se en la germana Luc-Gabriel.
Molt aviat es va guanyar l'estima i admiració de les seves germanes d'ordre a causa de la seva afició a la música i la composició.
La seva superiora, conscient que tenia un diamant en brut en la seva congregació, li va proposar gravar un disc i va negociar un contracte amb la discogràfica Philips.
Perquè la monja cantant conservés la humilitat, es va acordar que en el disc no aparegués ni el seu nom ni fotos seves, sinó només un pseudònim, Soeur Sourire (Sor Somriure), el qual la cantant trobava estúpid. De fet, les novícies aviat l'hi van canviar per Soeur Fou-Rire (Sor ataqui de riure) perquè consideraven que era més acord amb la realitat.
Quant als drets d'autoria, i en virtut dels vots de pobresa i d'obediència, els va cedir al convent i al seu editor, així com el seu nom artístic.

## Dominique, l'èxit mundial
Amb el disc va obtenir un èxit imparable a escala mundial gràcies, sobretot, a la cançó Dominique, dedicada al sant fundador de l'ordre. Als Estats Units va arribar a mantenir-se en el primer lloc en els rànquings musicals durant tot el mes de desembre, passant fins i tot per davant d'Elvis Presley, dels Beatles i The Kingsmen amb el tema Louie Louie. En quinze dies va vendre un milió de còpies i l'any 1964 va guanyar un Grammy dins la categoria Millor Gospel. Més tard es va editar en alemany, grec, japonès, coreà, neerlandès i es va versionar al jazz.
L'any 1963 la cançó Dominique aconsegueix una enorme popularitat, la frescor de la seva veu, la seva lletra, i la simplicitat aparent de la seva fe li van guanyar la simpatia d'un públic que no solament es va limitar als catòlics.
La lletra de la tornada original en francès diu així:
« Dominique-nique-nique s'en allait tout simplement (Dominique-nique-nique marxava amb tota senzillesa)
Routier pauvre et chantant (Caminant pobra i cantant)
En tous chemins en tous lieux il ne parl'que du Bon Dieu (En tots els camins en tots els llocs només parla del Bon Déu)
Il ne parl'que du Bon Dieu. » (Només parla del Bon Déu)
No obstant això, Jeannine no tenia ni idea del fenomen musical en el qual s'havia convertit: les seves superiores l'hi havien ocultat a consciència. Afortunadament, el seu anonimat va encuriosir la premsa així com el rumor que era posseïdora d'una bellesa proporcional a la puresa de la seva ànima i, després de moltes conjectures, el famosíssim presentador nord-americà Ed Sullivan, del programa americà The Ed Sullivan Show, àvid per conèixer la identitat real de la cantant, es va presentar en el convent de Fichermont per entrevistar-la. Va ser llavors quan Jeannine va descobrir tot el que ocorria.
Poc després va començar a qüestionar-se el sentit de la vida monàstica: "Estic farta, farta, farta. Estic farta d'estudiar textos, de comprendre idees, de retenir conceptes, tesis, hipòtesis, antítesis i síntesis. Estic farta de dogmes i d'anàlisis!" Abans de marxar va signar diversos documents amb l'advocat del convent segons els quals ell s'encarregaria de gestionar els seus assumptes i interessos financers.
La posteritat va oblidar aviat la cara B del senzill de 45rpm: Le pied du missionaire, i més encara els títols del seu següent disc: Une fleur, cœur de Dieu.
Anys més tard es va rodar el film The Singing Nun (1966) basat en la vida de Jeannine amb l'estrella Debbie Reynolds en el paper de Sor somriure i l'actor mexicà Ricardo Montalbán. L'actriu no hi guardava cap semblança, i el seu rostre va romandre desconegut.

## Una segona carrera musical
Com que el contracte amb la seva casa discogràfica li prohibia utilitzar el pseudònim que la va convertir en celebritat (fins i tot en altres idiomes), és sota el nom de Luc Dominique que Jeannine va intentar continuar la seva carrera amb Philips amb cançons com La píndola d'or (La Pilule d'or, 1967), que va ser una oda a la píndola anticonceptiva. En aquesta època va escriure temes més aviat controvertits en els quals posava en qüestió els comportaments dels homes (als quals considerava violents i dominadors), de l'església catòlica i també el conservadorisme.
Per aquells anys Jeannine Deckers reprèn els seus estudis i intenta amb gran esforç (com es reflecteix en el seu diari) dedicar-se a l'estudi de la teologia, continuant els seus estudis a la Universitat Catòlica de Lovaina. És potser durant aquest parèntesi estudiantil quan comença a qüestionar-se el sentit de la seva vida. El 1966, convençuda de la seva falta de vocació, i considerant la vida en el convent com a anacrònica, renúncia a l'orde dels dominics.
Es va apassionar per les noves concepcions de la Teologia (entre el Concili Vaticà II i els successos de maig del 68) i va buscar, per a ella mateixa i per a la seva companya sentimental, una nova via religiosa, situada entre la vida regular i la vida seglar. Va arribar a secundar l'afirmació de John Lennon en el sentit de les seves declaracions sobre la popularitat de Jesús de Nazareth.
Va passar, doncs, a viure al costat de la seva companya Annie, amb qui compartia la seva fe, una vida de monja laica fora dels murs del convent. Després de diverses peticions a les autoritats eclesiàstiques a Roma per part de les dues, es va celebrar una cerimònia en la qual ambdues es van comprometre com a germanes laiques, la qual cosa implicava una vida de devoció a Déu i de celibat.
Aquesta etapa de denúncia i d'atreviment contrastava amb la seva negativa a reconèixer la seva homosexualitat. Si bé tant la premsa com les religioses del convent de Fichermont afirmaven que Jeannine i Annie eren una parella lesbiana, ella ho negava amb rotunditat una vegada i una altra. Tal com testifica el seu diari íntim, va passar tota una dècada defensant la puresa de la seva amistat, encara que també dubtant de la seva condició sexual. Al final, va confessar estimar a Annie i gaudir del contacte físic amb ella. "I com ara ja és innegable que sóc d'una altra raça, em llanço, feliç; fins i tot feliç per ser diferent". L'any 1968 va publicar el seu diari íntim, Vivre sa Verité, que no va obtenir massa èxit. També va ser un fracàs el segon disc i Philips va rescindir el seu contracte. Va signar-ne llavors un altre amb Bri i va gravar 33 cançons infantils.
La primera cançó d'aquesta nova etapa portava per títol el seu nou nom, Luc Dominique. La va compondre per subratllar la mort de Soeur Sourire i per reclamar el dret a evolucionar i viure consagrada fora del convent.
A la cançó Luc Dominique, ella explica que Sor Somriure ha mort: 
« Je réclame de mes frères (Jo reclamo als meus germans)
Le droit d'évoluer. (El dret a evolucionar.)
De vivre solidaire, (De viure solidària)
Parmi eux, consacrée. (Entre ells, consagrada)
En short ou en tunique, (En short o en túnica)
Blue jeans ou pyjama, (Blue jeans o Pijama)
Je n'ajoute en critique, (Agrego en crítica)
Le Seigneur est mon choix. (El Senyor és la meva elecció.)
[...]
Il est certain sourire (És cert somriure)
Qu'il faut démystifier, (Que hem de desmitificar)
Portrait un peu rapide, (Retrat de pell ràpida)
Portrait inachevé. (Retrat inacabat.)
Si cet autre visage (Si aquesta altra cara)
Étonne certaines gens, (Sorprèn a algunes persones)
Qu'ils vénèrent l'image (Que veneren la imatge)
Du sourire d'enfant. (Del somriure infantil.)
Elle est morte, Sœur sourire, (ella ha mort, Sor Somriure)
Elle est morte, il était temps ! (ella ha mort, era el moment!)
J'ai vu voler són âme, À travers els nuages, (Vaig veure volar la seva ànima, entre els núvols)
Dans le soleil couchant. » (Cap a l'ocàs.)
L'èxit dels seus discos, molt modest, queda reflectit per un dels seus títols de l'època: Je ne suis pas une vedette (No sóc una estrella).
Malgrat els seus esforços, va deixar de collir èxits i va començar a caure una mica en l'oblit. Incapaç d'assimilar-ho, va començar a anar a teràpia. Durant la resta de la seva vida va canviar en nombroses ocasions de terapeuta i d'escola, necessitada de trobar la pau interior.
El seu nivell de vida va ser molt irregular: va trobar el seu manteniment econòmic diari a través dels seus escrits, els seus discos, cursos de guitarra i sobretot a través del seu treball amb nens autistes. Els seus problemes amb el fisc van transformar aquesta situació precària en un drama complet. L'any 1976 va intentar una tornada als Estats Units, però ningú es va interessar en ella.

## Un tràgic final
Els seus temes van anar fent-se controvertits i crítics amb l'Església, a la qual escandalitzava a més amb la seva vida privada, atès que vivia amb la seva parella Annie Pescher. Als anys 70 l'escola per a nens autistes que dirigien, Sainte-Claire, va ser tancada pel govern belga, que cobrava a Jeannine un deute impositiu considerable.
I llavors va començar el malson: l'any 1974 el fisc belga va reclamar a Jeannine més de 910.000 francs belgues per no haver pagat els impostos que li corresponien durant la seva etapa com Soeur Sourire. La monja cantant va al·legar no haver-se apoderat de res i haver-ho donat tot al convent. Per desgràcia, l'advocat que portava aquests assumptes va morir i la carpeta que ho recollia tot va desaparèixer de forma misteriosa. Així, Jeannine no tenia cap document que demostrés aquests donatius i el fisc va ignorar les seves queixes i la va assetjar sense descans.
Desesperada, el 1981 va fer un remix de la seva famosa cançó Dominique per Scalp Records que no va collir l'èxit que esperava. I mentre, el fisc continuava estrenyent: li van comunicar que es quedaven amb els seus drets d'autora i li reclamaven l'ingressat com Luc Dominique. Dos anys més tard Claire-Joie va ser reconegut pel govern belga com a centre de tractament de nens i nenes autistes, la qual cosa significava que podien rebre subvencions, encara que aquestes mai van arribar.
Va requerir llavors l'ajuda del seu antic convent i de la casa Philips. Les germanes li van donar el que consideraven que havia de ser la seva part, però la casa Philips, els dividends de la qual eren el 95% del total (la resta era per al convent) no va voler ajudar-la. Les autoritats religioses van ser generoses i la van ajudar a adquirir el seu habitatge a Wavre, sempre que deixés de denigrar a la congregació i signés un document com que ja no li devien res, cosa que va fer. Davant la situació kafkiana de tal deute, amb interessos acumulats, Jeannine i la seva parella Annie -terapeuta a l'escola de nens autistes-, es van sumir en una profunda depressió clínica, que l'alcohol i els medicaments van agreujar, i es van suïcidar juntes el 29 de març de 1985 al seu apartament mitjançant sobredosi d'alcohol i barbitúrics.
Per una ironia del destí, el dia del seu suïcidi, i sense el seu coneixement, la SABAM (Societat Belga d'Autors, Compositors i Editors) havia recollit en una col·lecta per a ella 571.658 francs belgues, molt més que el seu deute de 99.000 francs belgues.
Tot i el seu terrible desenllaç i que l'Església no acceptava, ni llavors ni ara, l'homosexualitat i el suïcidi, Jeannine es va veure congraciada amb dos favors: un ofici religiós comú i el dret a ser enterrada amb la seva estimada Annie.

## Obres
Llibres
1968: Vivre sa vérité (viure la pròpia veritat), sota el pseudònim Luc dominique, (Desclée, París, 1968)
Adaptacions cinematogràfiques
Tres pel·lícules expliquen la vida de Sœur Sourire:
- Dominique (The Singing Nun), pel·lícula americana d'Henry Koster (1966)
- Suor Sorriso, pel·lícula Italiana de Roger Deutsch (2001)
- Sœur Sourire, Pel·lícula Franco-Belga de Stijn Coninx (2009)